# Kyllenios-Maler

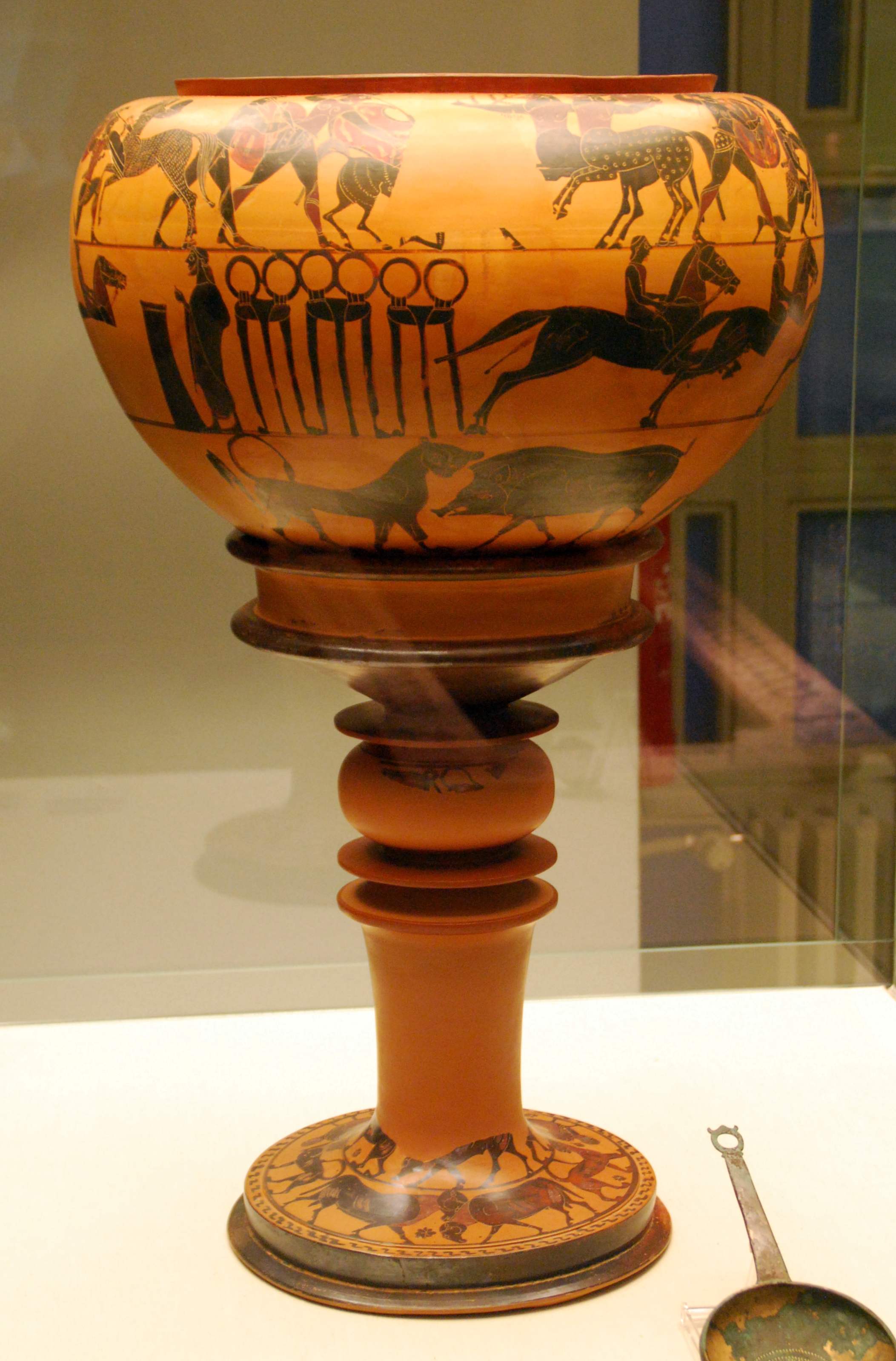
Dinos mit Ständer im Museum August Kestner in Hannover.

Der Kyllenios-Maler ist ein attischer Vasenmaler des schwarzfigurigen Stils. Seine Schaffenszeit wird in das zweite Viertel des 6. Jahrhunderts v. Chr. angesetzt.
Bekannt ist der Kyllenios-Maler vor allem für seine Zeichnungen auf Tyrrhenischen Amphoren. Er gilt als guter Künstler und gewitzt und humorvoll in der Darstellung. Auf seiner Namenvase, die eigentlich die Geburt der Athene darstellte, spielt sich Hermes jedoch in den Vordergrund, den der Zeichner „ich bin Hermes von Kyllene“ sagen lässt. Kyllene (Kyllenios) ist die Heimat des Gottes in Arkadien.